# Curtatone
Curtatone (lombardul: Cürtatùn) település Olaszországban, Lombardia régióban, Mantova megyében. Lakosainak száma 14 607 fő (2023. január 1.). Curtatone Borgo Virgilio, Castellucchio, Mantova, Marcaria, Rodigo és Porto Mantovano községekkel határos.

## Népesség
A település lakossága az elmúlt években az alábbi módon változott:
| Lakosok száma | 14 807 | 14 796 | 14 607 |
|               | 2017   | 2018   | 2023   |